# Hertha (motorfiets)
Hertha is een historisch merk van motorfietsen.
De bedrijfsnaam was: Hagemann & Vogler Leichtmotorenfahrzeugfabrik, Berlin.
Dit was een Duitse fabriek die 142cc-motorfietsen bouwde die veel op Eichler-modellen leken. De productie begon in 1924, maar werd al in 1925 weer beëindigd.